# Comuna Veselivka, Sakî
Veselivka (în ucraineană Веселівка) este o comună în raionul Sakî, Republica Autonomă Crimeea, Ucraina, formată din satele Natașîne, Porfîrivka, Veselivka (reședința) și Vladne.

## Demografie
Componența lingvistică a comunei Veselivka
     Rusă (52,65%)
     Ucraineană (26,97%)
     Tătară crimeeană (17,09%)
     Alte limbi (1,7%)
Conform recensământului din 2001, majoritatea populației comunei Veselivka era vorbitoare de rusă (52,65%), existând în minoritate și vorbitori de ucraineană (26,97%) și tătară crimeeană (17,09%).